# Most Kłodny

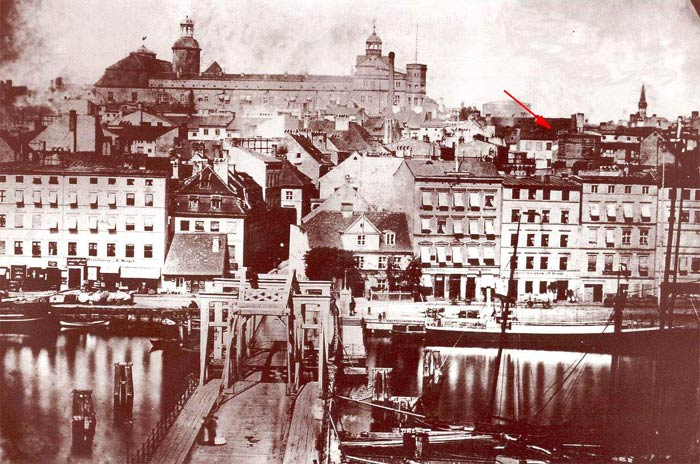
Most Kłodny w wersji drewnianej

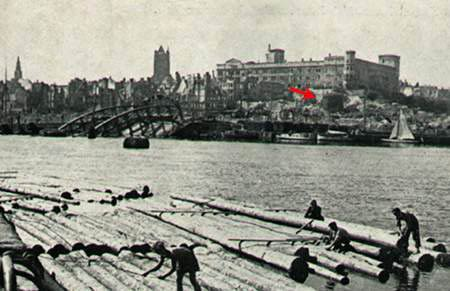
Ruiny Mostu Kłodnego. Widok z Łasztowni (1948)

Most Kłodny (niem. Baumbrücke) – most nad Odrą Zachodnią w Szczecinie, który łączył lewobrzeżną część miasta z Łasztownią. Zniszczony w 1945 roku, podczas II wojny światowej, nie został odbudowany. Współcześnie w jego miejscu przebiega Trasa Zamkowa.

## Historia
Most Kłodny został zbudowany na przełomie XV i XVI wieku, jako przedłużenie istniejącego pierwotnie (wzmiankowanego po raz pierwszy na początku XIV wieku) pomostu portowego.
Pierwotnie Most Kłodny służył jedynie jako kładka komunikacyjna ze znajdującą się na Łasztowni rzeźnią miejską i nie nadawał się do przejazdu wozów. Pośrodku mostu znajdował się przepust dla statków.
W latach 1730–1731 most został poszerzony, co umożliwiło przewóz towarów. Liczba przęseł została zmniejszona do trzech. Środkowe przęsło posiadało odtąd zwodzoną konstrukcję, pozwalającą na ruch większych statków. W 1873 dokonano generalnego remontu mostu. W latach 1907–1909 stary most drewniany został wyburzony, zaś kilkadziesiąt metrów w dół rzeki wybudowano nowy, żelazny. Nowy most został nieco przesunięty i poszerzony, celem poprowadzenia nim torów tramwajowych ówczesnej linii nr 5.
W 1945 most został wysadzony przez wycofujące się z miasta wojska niemieckie, a jego części prawdopodobnie przewieziono do Bytowa na Kaszubach.
W latach 1978–1996 w miejscu dawnego Mostu Kłodnego wybudowano Trasę Zamkową.

## Most w Bytowie
W Bytowie w czasie wojny zniszczono jedno przęsło wiaduktu o konstrukcji podobnej do tej ze Szczecina. Zniszczone przęsło zastąpiono tym sprowadzonym ze Szczecina. Most Kłodny nad torami kolejowymi został ponownie zmontowany z drobnymi zmianami (zwężono tężnik wiatrowy oraz dwa łuki poprzeczne). Jeszcze kilkanaście lat temu obok siebie stały dwa przęsła kratownicowe: przedwojenne z Bytowa i sprowadzone ze Szczecina, co uwidaczniało różnice w ich konstrukcji. Później oryginalny, przedwojenny wiadukt został rozebrany, natomiast przęsło sprowadzone ze Szczecina pozostało.

## Plany odbudowy
Planowana jest odbudowa mostu Kłodnego w nowocześniejszej formie. Nowy most miałby mieć długość ok. 150 metrów oraz pylon podtrzymujący konstrukcję o wysokości 100 metrów z 24 stalowymi linami. Budowa mostu stanowi część projektu pt. „Modernizacja dostępu drogowego do Portu w Szczecinie: przebudowa układu komunikacyjnego w rejonie Międzyodrza”. Planowane jest również przystosowanie mostu do przejazdu tramwajów. Koszt całego przedsięwzięcia szacowany był na 350 mln złotych, a jego rozpoczęcie zaplanowano na 2023 rok.